# Dichiarazione di guerra (film)
Dichiarazione di guerra (The Yankee Doodle Mouse) è un film del 1943 diretto da William Hanna e Joseph Barbera. È l'undicesimo cortometraggio animato della serie Tom & Jerry, prodotto dalla Metro-Goldwyn-Mayer e uscito negli Stati Uniti il 26 giugno 1943. Il titolo originale è riferito alla celebre canzone patriottica Yankee Doodle.
Il corto vede Tom e Jerry inseguirsi in uno stile da pseudo-guerra e fa numerosi riferimenti alla tecnologia della seconda guerra mondiale come jeep e bombardamenti in picchiata. Dichiarazione di guerra vinse l'Oscar al miglior cortometraggio d'animazione ai Premi Oscar 1944, diventando così il primo di sette corti di Tom & Jerry a ricevere questa distinzione.

## Trama
Mentre Tom sta inseguendo Jerry, il topo si rifugia in una tana in cantina, dove ha preparato varie "armi" con cui colpire Tom: un pomodoro, uova e delle bottiglie di spumante i cui tappi vengono usati come proiettili. Tom finisce in una pentola a galla in una tinozza d'acqua, e Jerry lo affonda tirandogli un mattone. Il topo emette così il suo primo comunicato di "guerra", comunicando l'affondamento del gatto (nell'edizione italiana viene invece letto "procedere alla distruzione"). Tom prova quindi a colpire Jerry con un martello, usando del formaggio come esca, ma il topo se ne accorge e attacca Tom prima con una jeep (costruita con una grattugia) e poi con una mazza dopo aver annebbiato la stanza con della farina. Tom decide quindi di usare petardi e fuochi d'artificio, ma essi vengono deviati su di lui da Jerry oppure gli si ritorcono contro (spesso per sua stessa stupidità). Alla fine Tom riesce a bloccare Jerry fuori dalla tana sparandogli addosso una ventosa. Preso il topo, cerca di legarlo ad un grosso fuoco d'artificio indirizzato nel cielo. Jerry, fingendo di aiutarlo a legarsi, gli lega però le mani al razzo e se ne va. Il fuoco d'artificio parte ed esplode in cielo formando la bandiera statunitense. Jerry firma così il suo ultimo comunicato di guerra, chiedendo altri gatti.